# Nicolae Munteanu
Nicolae Munteanu (7 de desembre de 1951, Brașov) és un jugador d'handbol romanès, ja retirat, que va competir als Jocs Olímpics de 1976, als Jocs Olímpics de 1980 i als Jocs Olímpics de 1984. El 1976 va guanyar la medalla d'argent amb l'equip romanès. Hi jugà els cinc partits com a porter. Quatre anys més tard, obtingué la medalla de bronze, també amb Romania. Va jugar els sis partits com a porter, i va marcar un gol. El 1984 fou membre de l'equip romanès que va tornar a guanyar la medalla de bronze. Va jugar cinc partits, també com a porter.
A nivell de clubs va fer tota la seva carrera al Steaua București, guanyant amb ells 14 títols nacionals. Després de retirar-se va entrenar els clubs francesos US Dunkerque (1989-1990, 1991-1992) i HC Antibes (1990-1991). Després de 1992 va exercir d'entrenador de porters a Romania.